# Montecatini-Orendit
Der Montecatini-Orendit ist eine Lamproitintrusion, die während des Zancleums in die neogenen Sedimente der Toskana erfolgte. Sie steht in engem Zusammenhang mit dem 10 Kilometer nordwärts gelegenen Orciatico-Orendit und wird wie er zur Toskanischen Magmenprovinz gerechnet.

## Beschreibung

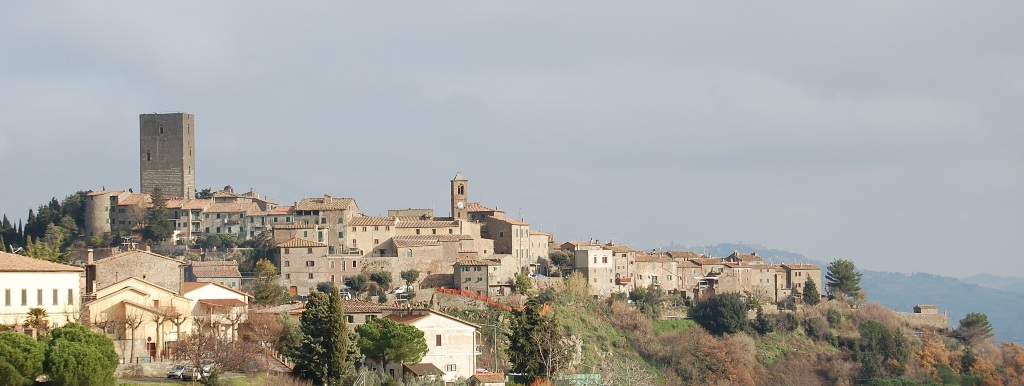
Der Ortskern von Montecatini Val di Cecina

Die nahezu kreisförmige Intrusion des Montecatini-Orendits mit zirka 1000 × 800 Meter Ausstrichbreite an der Oberfläche erfolgte Lakkolith-artig unmittelbar östlich von Montecatini Val di Cecina in ein Rampenantiklinal. Diese Struktur hatte sich im Stirnbereich einer aus Westen herannahenden Deckenüberschiebung gebildet, welche ligurische Einheiten über den Nordnordwest-streichenden, im Radicondoli-Volterra-Becken gelegenen Val d’Era-Graben schob. Dessen neogene Sedimente, überwiegend marine und lakustrine Tonsteine und Mergel, wurden durch den Orendit kontaktmetamorph verändert. Die Metamorphose betraf Schichtenfolgen des späten Tortoniums bis frühen Pliozäns und war unter den Bedingungen der Pyroxen-Hornfelsfazies abgelaufen. Die abgeschreckten Intrusionsränder zeigen glasige und porphyrische Strukturen, das fein- bis mittelkörnige Intrusionsinnere ist holokristallin. Für den Fördergang wird eine nordwestliche Streichrichtung angenommen.

## Mineralogie
Der Montecatini-Orendit wird von Conticelli und Kollegen (2010) neuerdings auch als Lamprophyr (Minette) eingestuft (was aber streng genommen nicht richtig ist, da keinerlei Plagioklas vorhanden). Der Orendit besitzt folgenden Mineralbestand mit den Phänokristallen:
- Olivin  (skelettartig resorbierter Forsterit Fo74-92)
- Phlogopit
- Diopsid

Untergeordnet in der Grundmasse:
- Sanidin (federartig auskristallisiert, typisch für schnelle Abkühlung)
- Richterit (kaliumhaltig)
- Quarz
- Apatit
- Perrierit-(Ce) – Chevkinit
- Ilmenit
- Spinell (titanreicher Magnetit)
- Titanit

Akzessorisch treten auch Thorit und Zirkon auf. Das Gestein enthält weder Plagioklas noch Leucit.

## Zusammensetzung

### Haupt- und Spurenelemente
| Oxid Gewichtsprozent | Montecatini-Orendit | Montecatini-Orendit | Ausgewählte Spurenelemente ppm | Montecatini-Orendit | Montecatini-Orendit |
| -------------------- | ------------------- | ------------------- | ------------------------------ | ------------------- | ------------------- |
| SiO2                 | 62,04               | 56,90               | Rb                             | 874                 | 792                 |
| TiO2                 | 0,95                | 1,37                | Sr                             | 362                 | 421                 |
| Al2O3                | 13,30               | 12,61               | Nd                             | 181                 | 133                 |
| Fe2O3                | 2,45                | 3,25                | Sm                             | 23,5                | 24,0                |
| FeO                  | 2,08                | 2,84                | Ni                             | 92                  | 140                 |
| MnO                  | 0,06                | 0,10                | Y                              | 38                  | 28                  |
| MgO                  | 4,24                | 7,15                | Zr                             | 698                 | 491                 |
| CaO                  | 2,17                | 3,74                | Nb                             | 32                  | 30,1                |
| Na2O                 | 1,82                | 1,20                | Ba                             | 760                 | 1370                |
| K2O                  | 8,91                | 7,91                | La                             | 60                  | 79,8                |
| P2O5                 | 0,60                | 0,92                | Ce                             | 142                 | 206                 |
| LOI                  | 1,36                | 2,43                |                                |                     |                     |
| Mg#                  | 67,4                | 72,23               |                                |                     |                     |

In den Hauptelementen sind für den Montecatini-Orendit sehr hohe Gehalte von 8 bis 9 Gewichtsprozent K2O charakteristisch, das Gestein ist ultrapotassisch. Dennoch sind die Alkalien insgesamt im Vergleich beispielsweise zum Sisco-Lamproit abgereichert. Die MgO-Werte sind ebenfalls relativ hoch (> 4 Gewichtsprozent). Der SiO2-Gehalt schwankt zwischen 55 und 62 Gewichtsprozent und indiziert somit ein Intermediäres Gestein. Al2O3  zwischen 11 und 13 sowie CaO mit 2 bis 4 Gewichtsprozent sind hingegen recht niedrig.
Bei den an inkompatiblen Elementen angereicherten Spurenelementen zeigen Rubidium (800–900 ppm), Barium (750–1400 ppm), Chrom (380 ppm) und Nickel (100–150 ppm) deutlich erhöhte Werte. Positive Spikes finden sich neben Rubidium auch bei Thorium (110–120 ppm) und Blei (19 ppm). Im Vergleich jedoch mit anderen Lamproiten sind beim Montecatini-Orendit Barium, Zirconium, Titan, Tantal und Niob abgereichert, die Verhältnisse LREE/HREE, Ce/Sr, Nb/Sr und Th/K aber erhöht. Die hohen Werte für Nickel, Chrom und Kobalt (27 ppm) lassen einen Mantelursprung des Magmas vermuten, dem jedoch niedrige Konzentrationen an Scandium (20,2 ppm) und Vanadium (137 ppm) widersprechen. Die LREE zeigen eine ungewöhnliche, konvex nach oben gebogene Anordnung und besitzen ferner eine negative Europium-Anomalie.

### Isotopenverhältnisse
Bei den Isotopenverhältnissen ist wie bei den anderen toskanischen Lamproiten ein hohes 87Sr/86Sr-Initialverhältnis von 0,71580 bis 0,71672 und ein niedriges 143Nd/144Nd-Initialverhältnis von 0,51209 im Verbund mit hohen LILE/HFSE-Verhältnissen charakteristisch. Für 176Hf/177Hf wurde ein Wert von 0,28245 ermittelt, für 187Os/188Os 0,56. Die Bleiisotopenverhältnisse sind:
- 206Pb/204Pb: 18,624–18,670
- 207Pb/204Pb: 15,638–15,642
- 208Pb/204Pb: 38,947–38,956

## Petrogenese
Das Magma der Montecatini-Intrusion leitet sich vom Magma des Orciatico-Orendits ab, hat aber während des Fraktionierungsprozesses noch zusätzlich Krustengesteine assimiliert.  Es hat sodann eine mehrstufige Entwicklung durchlebt. Zuerst kristallisierte es bei seinem Aufstieg teilweise unter noch hohen Drucken in tieferen Bereichen. Die weitere Aufwärtsbewegung erfolgte anschließend als relativ rigider Kristallbrei (engl. crystal mush), der aber stellenweise unter dem Druck der nachrückenden Residualschmelze wieder auseinanderbrach. Als Ergebnis dieses Prozesses haben wir jetzt intermediäre bis mafische Magmatite mit körniger Struktur vorliegen, die von einem dichten, komagmatischen Adernetzwerk und Augenstrukturen (Ocelli) durchzogen werden. Adernetzwerke und Ocelli besitzen einen weitaus höheren SiO2-Gehalt von 64 bis 66 sowie einen höheren K2O-Gehalt von 8 bis 10 Gewichtsprozent, jedoch niedrigere Werte an Eisen- und Magnesiumoxid. Sie bestehen überwiegend aus Sanidin mit untergeordnetem Phlogopit, Apatit und Quarz.

## Assoziierte Lagerstätte
Assoziiert mit der Intrusion des Montecatini-Orendits ist das unmittelbar westlich von Montecatini Val di Cecina gelegene und mittlerweile stillgelegte Kupferbergwerk Miniera di Coporciano, das während des 19. Jahrhunderts weltweit der größte Kupferproduzent war.

## Alter
Der Montecatini-Orendit besitzt das gleiche Alter wie der Orciatico-Orendit und ist mit 4,2 bis 4,1 Millionen Jahre BP datiert worden.